# Labeotropheus trewavasae
The scrapermouth mbuna (Labeotropheus trewavasae) là một loài cá thuộc họ Cichlidae, đặc hữu của Hồ Malawi. Chúng sinh sống chủ yếu tại các khu vực có nền đá trong hồ. Loài cá này có thể đạt chiều dài tối đa 11,7 cm. Ngoài môi trường tự nhiên, Labeotropheus trewavasae còn xuất hiện trong ngành thương mại cá cảnh.
Tên khoa học của loài này được đặt để vinh danh nhà ngư học người Anh, Ethelwynn Trewavas (1900–1993), thuộc Bảo tàng Lịch sử Tự nhiên Luân Đôn (Lịch sử Tự nhiên).